# Russenmafia
Russenmafia, ook bekend als onder meer Schwarze Puppen, is een Duits hardtrance-duo bestaande uit Thomas Pogadl en Andreas Krämer, eerder lid van het artiestenbestand van Overdose. Het tweetal is herkenbaar aan hun harde, duistere sound, en in hun vroege nummers ook het gebruik van acid.
Russenmafia heeft onder circa 40 verschillende artiestennamen (waaronder Junk Project, Solid Sleep, PGL en Aquaplex) honderden producties en remixen uitgebracht op meer dan 20 labels.
Het duo behaalde als Schwarze Puppen een Duitse hit met het gelijknamige Schwarze Puppen uit 2001 en ook Tanz! uit hetzelfde jaar (met Nina Hagen) was zeer succesvol.
- Gemeinsame Normdatei: 10328266-X
- MusicBrainz: 2d269f20-aa99-4138-b288-ae1390765ef0
- Virtual International Authority File: 147372711